# Nagia subterminalis
Nagia subterminalis är en fjärilsart som beskrevs av Alfred Ernest Wileman och South 1921. Nagia subterminalis ingår i släktet Nagia och familjen nattflyn. Inga underarter finns listade i Catalogue of Life.